# Военный госпиталь Национальной гвардии Украины
Военный госпиталь Национальной гвардии Украины (укр. військовий госпіталь Національної гвардії України) - это стационарное медицинское учреждение Национальной гвардии МВД Украины, которое находится в городе Золочев Золочевского района Львовской области Украины.

## История
Решение о создании медицинского учреждения для внутренних войск МВД Украины было принято в марте 1993 года.
31 октября 1993 года в Золочеве, при учебном центре внутренних войск МВД Украины был открыт военный госпиталь на 150 коек, который стал первым медицинским учреждением ВВ МВД Украины. В 1995 году в составе госпиталя была создана и начала работу столовая, в 1998 году - операционный блок хирургического отделения, позднее - кабинет эндоскопического обследования.
В начале декабря 2013 года общая численность работников составляла около 100 человек (23 врача различного профиля, а также фельдшеры, медсестры, технический и обслуживающий персонал). Всего за первые двадцать лет работы в госпитале прошли лечение около 50 тыс. человек (сотрудники и ветераны милиции и внутренних войск, ликвидаторы аварии на ЧАЭС и др.).
12 марта 2014 года внутренние войска МВД Украины были переформированы в Национальную гвардию Украины, после чего госпиталь был переименован. 
После начала боевых действий на востоке Украины госпиталь был привлечен к лечению раненых. 5 декабря 2014 года командование НГУ передало госпиталю дополнительную автомашину "скорой помощи" на базе микроавтобуса "Газель".